# 金瓶梅 (わたなべまさこの漫画)
『金瓶梅』（きんぺいばい）は、明代の蘭陵笑笑生（らんりょうしょうしょうせい）によって書かれたとされている長編小説で中国四大奇書の一つ「金瓶梅」をコミカライズした、わたなべまさこ著作の日本の漫画作品である。

## 概要
双葉社・『ミステリーJour』の1993年（平成5年）6月19日号からスタートし2001年11月号まで連載するが、誌面を移籍し『Jourすてきな主婦たち』の2002年4月号より連載再開後2011年（平成23年）4月号をもって足かけ19年に渡る断続的な長期連載が完結した。わたなべまさこの最長編作品でもある（2023年時点）。
2000年、第4回手塚治虫文化賞の第1次選考対象にもなった（最終選考6作品には残らなかった）。
この作品には原典の小説には出て来ない実在の人物をモデルにしたキャラクターが登場する。「明」の首都・東京（トーケイ）にて文学者として働いていた「王世貞（おうせいてい）」が、故郷・山東省で汚職・収賄など汚い噂の絶えない悪徳政治家「厳世藩（げんせいはん）」により父・王伯華（おうはくか）が無実の罪で斬首され、尚且つ妹・愛月（あいげつ）を手籠めにされ自害したのを知る。そこで王世貞は、父と妹2人の仇・厳世藩を毒殺しようという企て、女好きの淫蕩者で淫書・奇書類に目がない厳世藩の嗜好に合わせ『金瓶梅』という小説を執筆し、作者不明として厳世藩に渡し読ませていく──。
つまりこの漫画では真の作者は王世貞で、劇中劇のように厳世藩が読む小説の内容が漫画読者に示されるという二重構造になっている点がわたなべまさこ版のオリジナル展開である。
単行本は「アクションコミックス」より13巻発刊されているものの其の四十三「蓮花狂瀾 後編」までしか収録されておらず、最終章の其の六十二「朱牡丹散華」まで、ほぼ全編収録されたのは「双葉文庫名作シリーズ」より刊行された全11巻となっている。
但し、本編62話のほか外伝2話「埋蛙葬」と「地獄変」は文庫版に収録されているが、藩金蓮の生い立ち及び当時の中国での美の基準の一つでもあった“纏足”という特殊な風習を描いた番外編「紅蓮の鞋」（ぐれんのくつ｜『ミステリーJour』1996年8月19日号掲載）の1編のみ、いずれのレーベルも未収録である。
2023年3月に開設した作者のTwitter（当時・現在のX）公式アカウントより、2023年8月22日に原画紹介・第23弾『金瓶梅』にて、資料本を100冊以上集めて制作、ストーリーがどんどん浮かぶ楽しい作品だったと連載当時の思い出を語っている。

## 書誌情報・初出詳細

### 双葉文庫名作シリーズ 全11巻
- 文庫カバー全巻に「美しくも妖しい大淫婦と好色漢とが繰り広げる中国艶笑物語」と記載がある。
- 全ページ数は現物を確認・実際に数え、原則、本編の各章ごと「終」と記載された頁までとした（完結巻のみ「あとがき」4頁を加算）。

- 【1】巻｜No.わ-03-1，全343頁，A6判，ISBN 4575722618，2000年10月15日第1刷発行｜初出誌『ミステリーJour』
  - 其の一「春宵おぼろ」1993年6月19日号
  - 其の二「鬼談・棺の底の顔」1993年9月19日号
  - 其の三「乱舞 姦の毒」1993年11月19日号
  - 其の四「花枕 夢十夜」1994年5月19日号
  - 其の五「怪異・守屍鬼の怨」1994年10月19日号
- 【2】巻｜No.わ-03-2，全367頁，A6判，ISBN 4575722715，2000年11月15日第1刷発行｜初出誌『ミステリーJour』
  - 其の六「秋色慕情 -西門慶の恋-」1994年10月19日号
  - 其の七「エロス　狐のお産」1994年11月19日号
  - 其の八「閨房春遊の図」1995年2月19日号
  - 其の九「陰花繚乱」1995年4月19日号
  - 其の十「子さらい老婆」1995年6月19日号
  - 其の十一「邪恋狂乱」1995年10月19日号
- 【3】巻｜No.わ-03-3，全363頁，A6判，ISBN 4575722782，2000年12月15日第1刷発行｜初出誌『ミステリーJour』
  - 其の十二「黒凶 恵蓮の恋」1995年12月19日号
  - 其の十三「紅衣土偶の怪」1996年2月19日号
  - 其の十四「花明り 閨房の夢」1996年4月19日号
  - 其の十五「呪詛 地獄変」1996年6月19日号
  - 其の十六「青眉の人」1996年10月増刊号
  - 其の十七「秋窓夢語」1996年12月増刊号
- 【4】巻｜No.わ-03-4，全304頁，A6判，ISBN 4575722936，2001年2月15日第1刷発行｜初出誌『ミステリーJour』
  - 其の十八「雪下紅梅」1997年2月増刊号
  - 其の十九「紅鞋鬼掛」1997年4月号
  - 其の二十「好色睡房画」1997年6月号
  - 其の二十一「妖乱娘娘」1997年10月号
  - 其の二十二「妖魅乳房」1997年12月号
- 【5】巻｜No.わ-03-7，全293頁，A6判，ISBN 4575724157，2002年8月30日第1刷発行｜初出誌『ミステリーJour』
  - 其の二十三「西門余聞」1998年4月号
  - 其の二十四「李瓶児哀歌 」1998年10月号
  - 其の二十五「李瓶児哀歌PART.2」1998年12月号
  - 其の二十六「春宵花蝶恋」1999年4月号
  - 外伝「埋蛙葬」1999年8月号
- 【6】巻｜No.わ-03-8，全306頁，A6判，ISBN 4575724637，2003年6月15日第1刷発行｜初出誌『ミステリーJour』
  - 其の二十七「幽霊夜話」1999年10月号
  - 其の二十八「女人曼陀羅」1999年12月号
  - 其の二十九「春窓蝶恋花」2000年4月号
  - 其の三十「白凶〜魔妖星」2000年10月号
  - 其の三十一「梅香春窓」2001年2月号
  - 外伝「地獄変」2000年8月号
- 【7】巻｜No.わ-03-13，全306頁，A6判，ISBN 978-4575727708，2010年12月25日第1刷発行
  - 〔初出誌『ミステリーJour』〕
  - 其の三十二「鬼窟夜叉」 2001年5月号
  - 其の三十三「愛憐夢語」2001年11月号
  - 〔初出誌『Jourすてきな主婦たち』〕
  - 其の三十四「朱楼閨怨」2002年4月号
  - 其の三十五「幽鬼啾々」2002年8月号
  - 其の三十六「蒼枕氷花」2002年10月号
  - 其の三十七「零雨娘娘」2003年1月号
- 【8】巻｜No.わ-03-14，全306頁，A6判，ISBN 978-4575727722，2011年1月23日第1刷発行｜初出誌『Jourすてきな主婦たち』
  - 其の三十八「春宵占鬼掛」2003年3月号
  - 其の三十九「緋牡丹香玉」2003年8月号
  - 其の四十「草露白夜」2003年11月号
  - 其の四十一「続 草露白夜」2004年1月号
  - 其の四十二「蓮花狂瀾 前編」2006年6月号
  - 其の四十三「蓮花狂瀾 後編」2006年7月号
- 【9】巻｜No.わ-03-15，全322頁，A6判，ISBN 978-4575727746，2011年2月20日第1刷発行｜初出誌『Jourすてきな主婦たち』
  - 其の四十四「菊花無情 前編」2007年1月号
  - 其の四十五「菊花無情 中編」2007年5月号
  - 其の四十六「菊花無情 後編」2007年10月号
  - 其の四十七「白雪凜凜」2008年1月号
  - 其の四十八「妖異銭鬼」2008年2月号
  - 其の四十九「華曼陀羅」2008年5月号
  - 其の五十「蛍窓燈記」2008年8月号
- 【10】巻｜No.わ-03-16，全259頁，A6判，ISBN 978-4575727753，2011年3月20日第1刷発行｜初出誌『Jourすてきな主婦たち』
  - 其の五十一「西門黒凶旅」2008年11月号
  - 其の五十二「禧・元宵燈」2009年2月号
  - 其の五十三「双蝶悲話 前編」2009年6月号
  - 其の五十四「双蝶悲話 後編」2009年7月号
  - 其の五十五「阿修羅の刻」2009年9月号
  - 其の五十六「秋鳳散華」2009年12月号
- 【11】巻｜No.わ-03-17，全301頁，A6判，ISBN 978-4575727760，2011年4月24日第1刷発行｜初出誌『Jourすてきな主婦たち』
  - 其の五十七「夢幻修羅」2010年7月号
  - 其の五十八「紅炎芭蕉扇」2010年9月号
  - 其の五十九「百毒之淫」2010年11月号
  - 其の六十「情火夜叉」2011年1月号
  - 其の六十一「再見西門慶」2011年2月号
  - 其の六十二「朱牡丹散華」2011年4月号《最終回》
  - あとがき（描き下ろし4頁）